# Incendie du métro de Daegu
L'incendie du métro de Daegu, en Corée du Sud, s'est produit le 18 février 2003, lorsqu'un pyromane a mis le feu à un train, tuant 192 personnes et en blessant 151 autres à la station Jungangno du métropolitain de Daegu. L'incendie s'était propagé à deux trains en quelques minutes. Il s'agit de la perte de vies délibérée la plus meurtrière au cours d'un seul incident de l'histoire de la Corée du Sud en temps de paix, succédant au précédent record établi par une fusillade de masse en 1982.

## Pyromane
L'incendiaire, Kim Dae-han (hangeul : 김대한 ; hanja : 金大漢), est un ancien chauffeur de taxi au chômage de 56 ans victime d'un accident vasculaire cérébral en novembre 2001 qui l'a laissé en partie paralysé. Kim n'est pas satisfait de son traitement médical et exprime des sentiments de violence et de dépression ; il dira plus tard à la police qu'il voulait se suicider dans un endroit bondé plutôt que seul. Selon la plupart des témoignages, le matin du 18 février, il est monté à bord du train 1079 sur la ligne 1 en direction de la gare de Daegok, transportant un sac de sport contenant deux cartons de lait verts remplis d'un liquide inflammable, éventuellement du diluant à peinture ou de l'essence.

## Incendie criminel
Alors que le train quittait la gare de Danwwoldang vers 9 h 53, Kim a commencé à tâtonner avec les cartons et un briquet, alarmant les autres passagers qui ont tenté de l'arrêter. Au cours de la lutte, l'un des cartons s'est renversé et son contenu liquide a pris feu alors que le train entrait dans la gare de Jungangno au centre-ville de Daegu. Kim, le dos et les jambes en feu, a réussi à s'échapper avec de nombreux passagers du train 1079, mais l'incendie s'est propagé aux six voitures en deux minutes. Le feu s'est rapidement propagé dans l'isolation entre les couches d'aluminium qui forment la coque des voitures, le vinyle et les matériaux plastiques des coussins de siège et des poignées de sangle, et les lourds tapis en plastique sur les sols, produisant une épaisse fumée pendant qu'il brûlait.

### Des erreurs qui aggravent la catastrophe

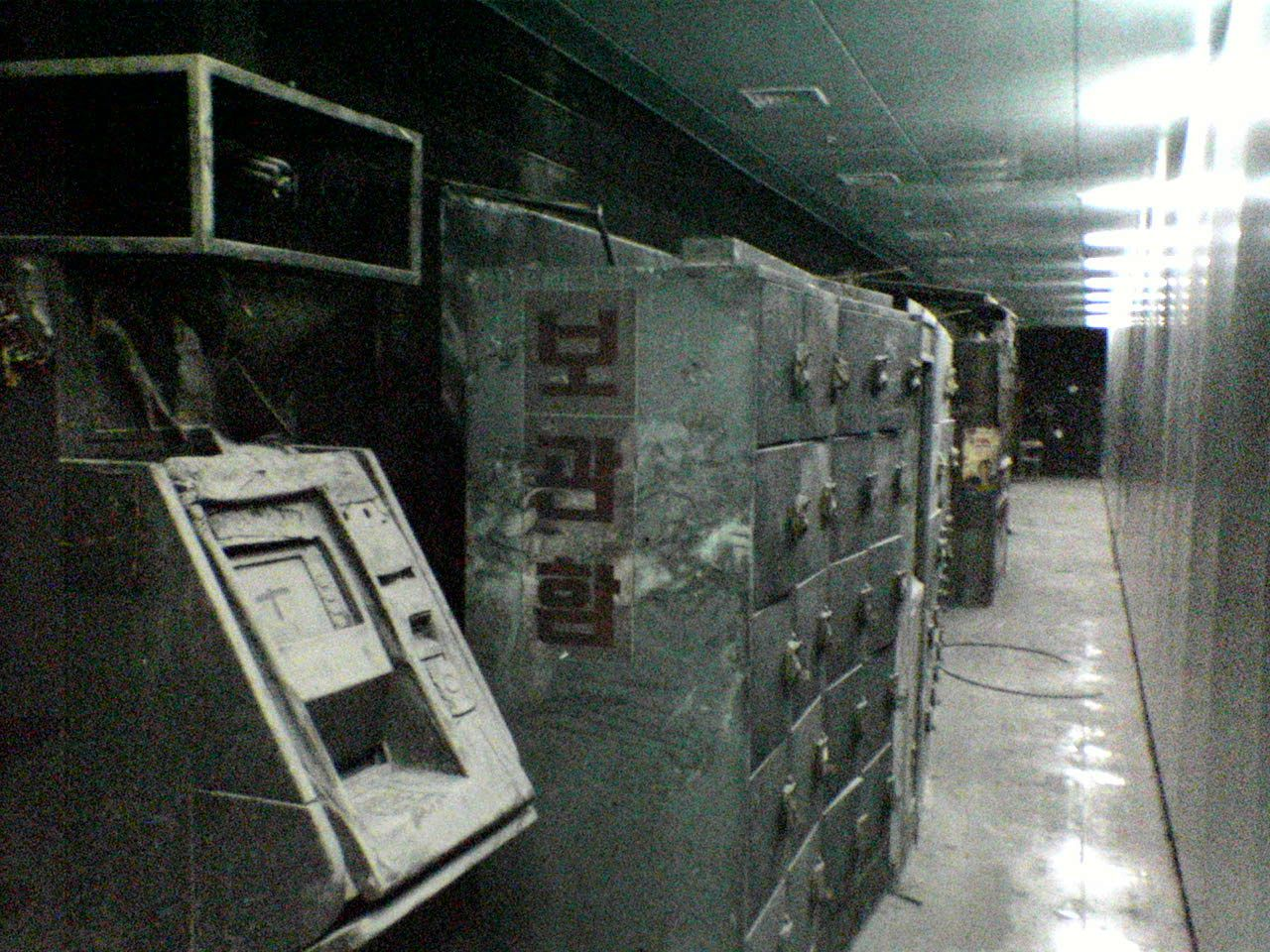
Casiers et ATM endommagés par la fumée

L'opérateur du train, Choi Jeong-hwan (hangeul : 최정환) (31 ans), n'a pas immédiatement informé les autorités du métro de l'incendie.
De la fumée étant visible sur leurs écrans de télévision en circuit fermé, les agents du métro ont contacté par radio l'opérateur du train 1080, Choi Sang-yeol (hangeul : 최성열), lui conseillant de procéder avec prudence car il y avait un incendie dans la gare. Le train 1080 est entré dans la gare de Jungangno et s'est arrêté à côté du train en flammes 1079 environ quatre minutes plus tard. Les portes ne se sont ouvertes que brièvement, puis se sont fermées, apparemment dans un effort pour conserver à l’extérieur la fumée toxique qui avait rempli la station. Peu de temps après l'arrivée du train 1080, un détecteur d'incendie automatique a coupé l'alimentation électrique des deux trains, empêchant le train 1080 de quitter la gare.
Les transcriptions montrent que Choi Sang-yeol a fait trois annonces conseillant aux passagers du train 1080 de rester assis pendant qu'il tentait de joindre leurs supérieurs. Enfin, on lui a conseillé « Vite, cours ailleurs. Montez… coupez le moteur et partez. » Choi a ensuite ouvert les portes et s'est enfui, mais ce faisant, il a retiré la clé principale, ce qui a entraîné l'arrêt des batteries embarquées qui alimentaient les portes du train et scellaient efficacement les passagers à l'intérieur. Une enquête ultérieure a montré que 79 passagers sont restés piégés à l'intérieur du train 1080 et y sont morts.
L'insuffisance des équipements d'urgence a également aggravé la catastrophe. Les rames de métro de Daegu n'étaient pas équipées d'extincteurs et les stations manquaient de gicleurs et d'éclairage de secours. De nombreuses victimes ont été désorientées dans l'obscurité de la station de métro enfumée et sont mortes asphyxiées à la recherche de sorties. Les systèmes de ventilation d'urgence se sont également révélés insuffisants. Plus de 1 300 pompiers et secouristes sont intervenus et le feu lui-même a été éteint vers 13 h 38 ; cependant, la toxicité de la fumée les a empêchés d'entrer dans la station pendant encore trois heures et demie.

## Enquête et dissimulation
Choi Sang-yeol n'a pu être localisé que 10 heures après l'accident, et les enquêteurs ont découvert plus tard qu'il avait pris contact avec des responsables de la société de métro pendant cette période. Le passe-partout du train 1080 a été retrouvé dans un bureau du dépôt ferroviaire d'Ansim. Des omissions dans les transcriptions des communications radio ont également accru les soupçons d'une tentative de dissimulation.

## Conséquences

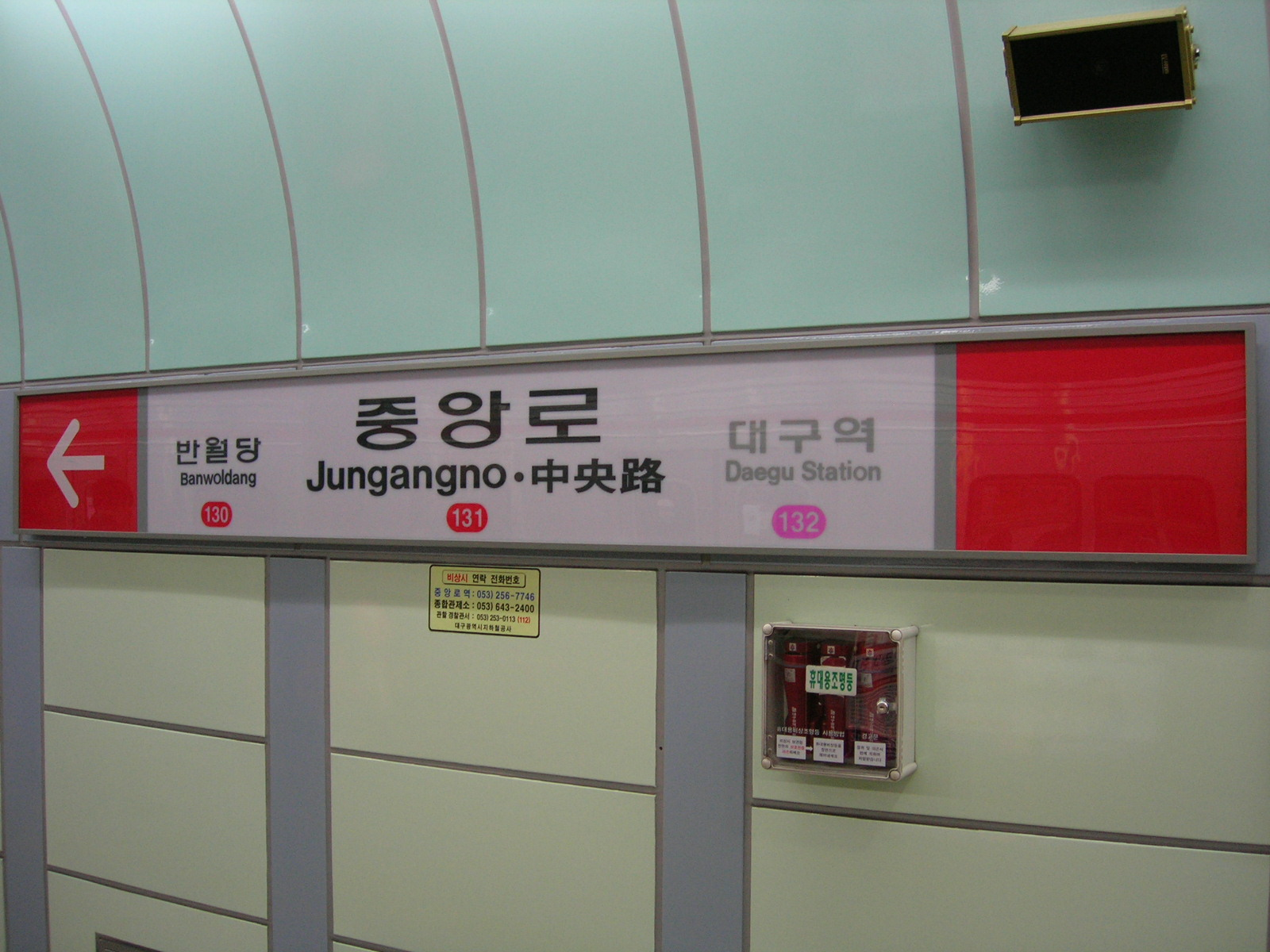
Gare de Jungangno rénovée quatre ans plus tard.

L'incident a provoqué des élans de sympathie et de colère dans toute la Corée du Sud et dans le monde.
Les autorités ont promis d'installer de meilleurs équipements de sécurité dans les stations de métro. Six stations ont été mises hors service pour rénovation et restaurées en avril 2003. La tragédie a été considérée par beaucoup comme un embarras national, provoquant un débat sur la question de savoir si la Corée du Sud avait multiplié les négligences en matière de sécurité au cours de son industrialisation rapide. Plusieurs rames de métro à travers le pays ont ensuite été rénovées pour améliorer les normes de résistance au feu quelques années après l'accident.
Le 7 août, le tribunal de district de Daegu a condamné Choi Sang-yeol, conducteur du train 1080, et Choi Jeong-hwan, conducteur du train 1079, à cinq et quatre ans de prison respectivement pour négligence criminelle. Kim Dae-han a été reconnu coupable d'incendie criminel et d'homicide. Bien que les procureurs aient poussé à la peine de mort, qui était également soutenue par les familles des victimes, le tribunal l'a plutôt condamné à la réclusion à perpétuité en raison de ses remords et de son instabilité mentale. Kim est décédé d'une maladie chronique en prison le 31 août 2004, dans la ville de Jinju, où il recevait des soins médicaux.
En décembre 2008, le Daegu Safety Theme Park a ouvert ses portes. L'objectif était de sensibiliser les habitants de Daegu à la sécurité.

## Voir également
- Incendie de King’s Cross